# Frances Elizabeth Wynne
Frances Elizabeth Wynne (Dinbych Wales, 1836. – 1907.), velška umjetnica
Roditelji su joj bili Sarah Hildyard i Charles Griffith-Wynne. Tijekom života je često putovala i na tim je putovanjima napravila brojne skice. Osam svezaka ovih skica nalazi se u zbirci nacionalne knjižnice u Walesu.

## Galerija
- On board the Prince Frederick William, Ostend to Dover
- Portrait of a Welsh Lady
- Welsh lady carrying coal
- Turbia, Poland
- from Vile Rousseau Geneva
- Porthmadog
- Savona, Italy
- Snowdon
- Brick fields, Whitby
- Pwllheli Market
- A Welsh secret, Hats in the way. Pwllheli
- Study of a female at Haymerket